# 어퍼볼타

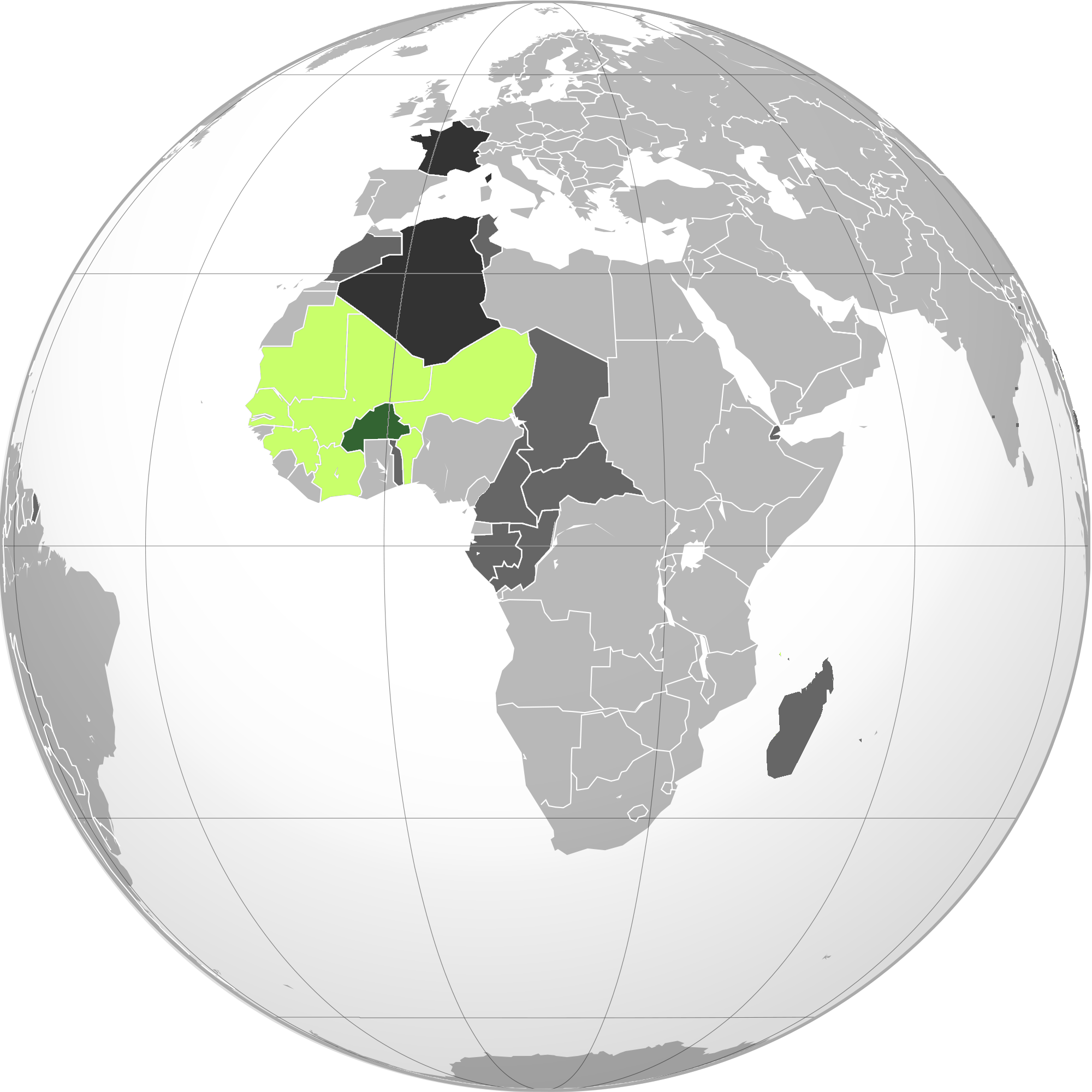
어두운 녹색이 어버볼타 식민지이다.

어퍼볼타(Upper Volta, 프랑스어: Haute-Volta)는 1919년 현재의 부르키나파소가 점령한 영토에 설립된 프랑스령 서아프리카의 식민지였다. 이는 어퍼세네갈니제르, 코트디부아르 식민지의 일부였던 영토에서 형성되었다. 이 식민지는 1932년 9월 5일 해체되었으며 일부는 코트디부아르, 프랑스 수단, 니제르 식민지가 관리했다.
제2차 세계대전 이후인 1947년 9월 4일, 식민지는 이전 경계와 함께 프랑스 연합의 일부로 부활했다. 1958년 12월 11일 프랑스 공동체 내에서 어퍼볼타 자치 공화국으로 재구성되었으며, 2년 후인 1960년 8월 5일 완전한 독립을 달성했다. 1984년 8월 4일 국명을 부르키나파소로 변경하였다.
어퍼볼타라는 이름은 이 나라가 볼타강의 상류 부분을 포함하고 있음을 나타낸다. 강은 블랙볼타(Black Volta), 화이트볼타(White Volta), 레드볼타(Red Volta)라는 세 부분으로 나뉜다.

## 같이 보기
- 프랑스의 식민지 목록
- 프랑스 식민제국
- 프랑스령 서아프리카
- 부르키나파소의 대통령